# Jean-Paul Abadie
Jean-Paul Abadie, né le 18 février 1958 à Lannemezan (Hautes-Pyrénées), est un grand chef cuisinier français. Désigné Cuisinier de l’année en 2004 par le Gault et Millau, il dirige le restaurant L'Amphitryon à Lorient pour lequel il a obtenu deux étoiles au Guide Michelin en 2002. Le chef prend sa retraite fin 2017.

## Biographie
En 1976, Jean-Paul Abadie sort diplômé de l'école hôtelière de Tarbes et commence sa carrière au Royal d'Évian.
En 1977, il est chef de partie au Trianon-Palace à Versailles. En 1978, il arrive en Bretagne et obtient un poste de chef de partie au Sofitel à Quiberon. De 1979 à 1982, il est chef de partie au Sofitel à Strasbourg. C'est en mars 1985 qu'il ouvre son restaurant L'Amphitryon, à Lorient pour lequel il obtient sa première étoile au Guide Michelin en 1990. Une deuxième étoile lui est attribuée en 2002. En 2004 avec un note de 19/20 au Gault et Millau, Jean-Paul Abadie est élu Cuisinier de l'année par le guide,.
En 2009, Jean-Paul Abadie entre dans le cercle très fermé des grands chefs récompensés par 5 toques au Gault et Millau.
En 2017, Jean-Paul Abadie cède son restaurant l'Amphytron à Olivier Beurné. Le restaurant n'a plus d'étoile depuis 2022 et ferme ses portes définitivement en décembre 2024'.

## Cuisine
La philosophie culinaire de Jean-Paul Abadie s'exprime dans le travail de l'aliment au naturel et le refus du superflu. D'après le Gault et Millau, sa cuisine possède une science des épices comparable à celle d'Olivier Roellinger et une subtilité qui ne cherche jamais à forcer le goût. Parmi ses « plats signature », on peut citer la royale d'araignée à la réglisse, l'huître sur mousseline de carottes aux agrumes, le velouté de chou-fleur et crème fouettée ou encore le bouchon de pomme de terre farci d'une mousseline aux œufs de hareng avec betterave et crème d'avocat,.

## Vie privée
Jean-Paul Abadie était marié à Véronique Abadie avec qui il a eu deux fils, Paul et Quentin, également restaurateurs avec l'Alto et Le Palo Alto à Lorient et une fille, Aurélie.
Véronique, décédée en 2012, officiait à l'Amphitryon et s'occupait notamment de la cave du restaurant. Elle a été désignée meilleure sommelière par le guide Gault et Millau en 2009.

## Distinctions
- 1990 : Première étoile au guide Michelin
- 2002 : Seconde étoile au guide Michelin
- 2004 : Cuisinier de l’année, Gault et Millau[2]
- 2009 : Cinq toques, Gault et Millau[11]
- 2013 : Chef de file, Bottin gourmand[12]

## Ouvrages
- Retour de Pêche, Menu Fretin, 2009,  (ISBN 978-2917008096).